# Metacatharsius tricarenatus
Metacatharsius tricarenatus là một loài bọ cánh cứng trong họ Bọ hung (Scarabaeidae).